# 鹿児島県道266号枕崎停車場線
鹿児島県道266号枕崎停車場線（かごしまけんどう266ごう まくらざきていしゃじょうせん）は、鹿児島県枕崎市を通る一般県道である。

## 概要
枕崎駅周辺から国道226号を結ぶ。

### 路線データ
- 起点：鹿児島県枕崎市東本町（枕崎駅前）
- 終点：鹿児島県枕崎市西本町（中央交差点、国道226号交点、鹿児島県道32号枕崎港線終点）

## 地理

### 通過する自治体
- 枕崎市

### 交差する道路
| 交差する道路                     | 交差する場所 | 交差する場所      |
| -------------------------------- | ------------ | ----------------- |
| 国道226号 鹿児島県道32号枕崎港線 | 西本町       | 中央交差点 / 終点 |

### 沿線
- JR九州指宿枕崎線 枕崎駅